# Колючая кустарниковая гадюка
Колючая кустарниковая гадюка (лат. Atheris hispida) — ядовитая змея из семейства Гадюковых, обитающая в Центральной Африке. Известна тем, что имеет необычайно изогнутое строение чешуек, которые придают ей щетинистый вид. Подвидов не выделяют.

## Внешний вид
Максимальная длина самцов 73 см (тело 58 см, хвост 15 см), самок — 58 см. Как правило взрослые особи достигают 40—60 см в длину. Хвост длинный, занимает 17—21 % общей длины тела. Самцы длиннее и стройнее по сравнению с самками. Голова у самцов короче, чем у самок. Глаза большие, с вертикальными зрачками. Радужная оболочка коричневая с чёрными пятнами (в темноте выглядит однотонно тёмной). Голова сверху покрыта множеством мелких чешуек. Тело цилиндрическое.

### Окраска
Самцы обычно оливково-зелёные. На затылке чёрное пятно H-, V-, W-образной формы либо бесформенное. Иногда за глазом проходит тёмная полоса. Брюшные щитки зеленоватые, ближе к хвосту темнеют. Самки как правило желтовато- или оливково-коричневые, с похожим пятном на затылке. Низ желтовато-коричневый.

### Особенности щиткования
Глаза окружены 9—16 чешуйками. Расстояние между глазами 7—9 чешуй. Щелевидные ноздри отделены от глаз двумя щитками. Глаза и верхнегубные чешуи разделены одним рядом чешуек. Число верхнегубных чешуй колеблется от 7 до 10. Четвёртая верхнегубная увеличена. Тело покрыто длинными изогнутыми чешуями, которые по мере приближения к хвосту уменьшаются в размерах. Вокруг середины туловища 15—19 чешуй. Число брюшных колеблется от 149 до 166. Анальный щиток один. Подхвостовых чешуй 49–64.

## Распространение
Обитает в центральной Африке. Ареал имеет разорванный характер. Встречается на севере и востоке Демократической Республики Конго, в юго-западной Уганде, западной Кении, северо-западной Танзании. Типовой экземпляр найден в Лутунгуру, регион Киву, Конго.

## Образ жизни
Обитает в лесах и зарослях высокой травы, лиан и кустарников на высоте 900-2500 м над уровнем моря. Держится около водоёмов. Способна легко взбираться по стеблям растений, быстро передвигаться в ветвях. Греется на верхушках растений. Ведёт предположительно ночной образ жизни, хотя может ударить жертву из засады, если та проходит мимо.
Питание изучено плохо. В желудке типового экземпляра найдена улитка. В неволе питаются ночью древесными лягушками, ящерицами и небольшими млекопитающими на земле.
Яд мало исследован. Случаи укусов людей неизвестны.
Живородящий вид. Самки производят на свет от 2 до 12 детёнышей 15—17 см длиной.

## Охранный статус
Международным союзом охраны природы колючей кустарниковой гадюке был присвоен статус «вида, вызывающего наименьшие опасения» на основании её широкого распространения и предположительной высокой численности.